# 茅天镇
茅天镇，是中华人民共和国贵州省遵义市务川仡佬族苗族自治县下辖的一个乡镇级行政单位。

## 行政区划
茅天镇下辖以下地区：
红心村、同兴村、兴隆村、鱼泉村和勤阳村。